# Solfejo
Solfejo, no conceito da música, é a arte de saber ler as notas que estão numa pauta (dó, ré, mi, etc.) seguindo as respectivas alturas (frequências ou graus da escala) e ritmos anotados em uma partitura. Várias são as técnicas de solfejo mas dois grupos se destacam: os métodos que utilizam o Dó móvel e os que utilizam a chamada técnica cromática ou o Dó fixo. A arte de ler o solfejo chama-se solfejar. Ao solfejar faz-se um movimento característico (de baixo para a esquerda, da esquerda para a direita e da direita para cima), que tem o nome de marcar o compasso.

## Etimologia
O solfège francês, o solfeggieto italiano e o solfejo em português são derivados dos nomes de duas das notas usadas: sol e fá.

## Características
O solfejo é utilizado por músicos iniciantes ajudando a se familiarizarem com a partitura, as notas e, de forma mais geral, com as subdivisões temporais, com atenção especial para situações incomuns como síncopes e ritmos irregulares. O tempo geralmente é representado por movimentos de mão ou pé, que variam de acordo com o medidor e se repetem a cada batida.

## Tipos de solfejos
Não existe somente um tipo de solfejo. Dentro dele, existem dois principais: o rítmico e o melódico.

### Solfejo Rítmico
O solfejo rítmico analisa apenas a percussão das células rítmicas presentes na pauta para analisar a execução no tempo correto. Por exemplo, em exercícios é importante ter:
- Precisão métrica e rítmica;
- Andamento correto;
- Tempo constante, sem pausas;
- Atenção na dinâmica e alterações de tempo, se tiver.

### Solfejo Melódico
O solfejo melódico trabalha questão da leitura rítmica com as notas absolutas, ou seja, o aluno tem que cantar (executar) a nota correta no tempo certo. Por exemplo, o aluno deve ter:
- Uma afinação correta;
- Dinâmica e articulação;
- Entendimento dos fraseados;
- Andamento e precisão rítmica.

## Outras possibilidades para denotar solfejo
Segundo Sr. Isaac Newton é possível associar as sete sílabas de solfejo com as sete cores do arco-íris, ele supôs que cada cor vibrava de acordo (um conceito possivelmente relacionado à visão moderna de Cromestesia). Assim, o vermelho tem a menor quantidade de vibração enquanto o violeta vibra mais..
| Tom | Solfejo                     | Cor              |
| --- | --------------------------- | ---------------- |
| C   | dó (ou dó em tônica sol-fa) | Vermelho         |
| D   | ré                          | Laranja          |
| E   | mi                          | Amarelo          |
| F   | fá                          | Verde            |
| G   | sol (ou na tônica sol-fa)   | Azul             |
| A   | lá                          | Anil/Indigo      |
| A   | lá                          | Azul violeta     |
| B   | ti/si                       | Roxo             |
| B   | ti/si                       | Violeta Vermelha |